# Saison 2011 des Athletics d'Oakland
La Saison 2011 des Athletics d'Oakland est la 111e saison en Ligue majeure pour cette franchise de baseball et la 44e depuis son arrivée en Californie en 1968. Ils terminent troisième dans la division Ouest de la Ligue américaine avec 77 victoires et 88 défaites.
Les difficultés du club l'amène à remplacer le 9 juin le manager Bob Geren par Bob Melvin. Les Athletics sont en 2011 la franchise du baseball majeur qui attire le moins de spectateurs au stade et la plus faible moyenne de spectateurs par partie locale.

## Intersaison

### Arrivées

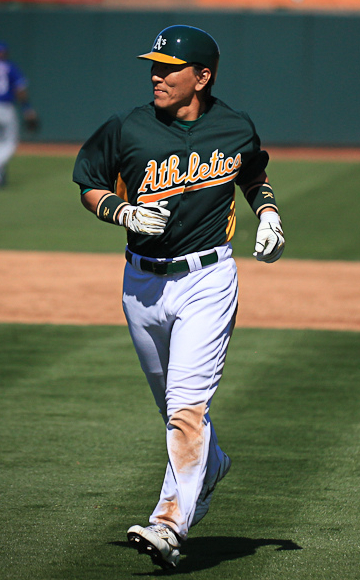
Hideki Matsui rejoint les Athletics

Le 10 novembre 2010, les Royals de Kansas City échangent le joueur de champ extérieur David DeJesus aux Athletics en retour de deux lanceurs, le gaucher Justin Marks et le droitier Vin Mazzaro.
Malgré des problèmes médicaux récurrents au niveau de son épaule, le lanceur partant Brandon McCarthy trouve un accord pour une saison avec les Athletics. Le contrat est paraphé le 13 décembre. Le lendemain, le club annonce la signature pour une saison du frappeur japonais Hideki Matsui pour 4,25 millions de dollars.
Le 17 décembre, les Nationals de Washington échangent le joueur de champ extérieur Josh Willingham aux Athletics en retour du lanceur Henry Rodríguez et du voltigeur des ligues mineures Corey Brown.
Le lanceur partant Rich Harden rejoint le 21 décembre les Athletics, dont il porta déjà les couleurs de 2003 à 2008. Harden signe un contrat d'un an pour 1,5 million de dollars.
Le lanceur de relève Guillermo Moscoso est échangé aux Athletics le 8 janvier 2011 en retour du lanceur droitier des ligues mineures Ryan Kelly.
Le 18 janvier, le lanceur de relève Grant Balfour signe un contrat de deux ans et une année d'option avec les Athletics d'Oakland. Le lendemain, le lanceur de relève Brian Fuentes rejoint les Athletics, où il s'engage deux saisons pour dix millions et demi de dollars.

### Départs
Boof Bonser, Justin Duchscherer, Ben Sheets, Eric Chavez, Akinori Iwamura, Jeff Larish, Jack Cust, Travis Buck et Jeremy Hermida deviennent agents libres et quittent le club. Rajai Davis, Clay Mortensen, Henry Rodríguez et Vin Mazzaro sont échangés. Justin James quitte le club via un ballottage.

### Cactus League
35 rencontres de préparation sont programmées du 27 février au 30 mars à l'occasion de cet entraînement de printemps 2011 des Athletics.
Avec 12 victoires et 21 défaites, les Athletics terminent treizièmes de la Cactus League et enregistrent la treizième meilleure performance des clubs de la Ligue américaine.

## Saison régulière

### Classement
| Ligue américaine (Division Ouest) | V  | D  | %    | GB |
| --------------------------------- | -- | -- | ---- | -- |
| Rangers du Texas                  | 96 | 66 | .593 | -  |
| Angels d'Anaheim                  | 86 | 76 | .531 | 10 |
| Athletics d'Oakland               | 74 | 88 | .457 | 22 |
| Mariners de Seattle               | 67 | 95 | .414 | 29 |

### Résultats
| Légende                | Légende               | Légende       |
| victoire des Athletics | défaite des Athletics | match reporté |
| ---------------------- | --------------------- | ------------- |

#### Avril
Afin de compenser les blessures de Rich Harden et Dallas Braden, David Purcey est récruté le 18 avril 2011 en retour du lanceur de ligues mineures Danny Farquhar.

#### Mai
| #  | Date    | Adversaire | Score      | Victoire       | Défaite        | Sauvetage   | Affluence | Bilan |
| -- | ------- | ---------- | ---------- | -------------- | -------------- | ----------- | --------- | ----- |
| 28 | 1er mai | Rangers    | 2 - 7      | Gonzalez (3-2) | Harrison (3-3) |             | 15 178    | 14-14 |
| 29 | 2 mai   | Rangers    | 4 - 5 (10) | Balfour (2-1)  | Oliver (1-3)   |             | 9 193     | 15-14 |
| 30 | 3 mai   | Indians    | 4 - 1      | Carmona (3-3)  | Fuentes (1-3)  | C Perez (8) | 10 135    | 15-15 |
| 31 | 4 mai   | Indians    | 1 - 3      | Cahill (5-0)   | Tomlin (4-1)   | Balfour (1) | 13 872    | 16-15 |
| 32 | 5 mai   | Indians    | 4 - 3 (12) | Durbin (2-1)   | Breslow (0-2)  | C Perez (9) | 14 353    | 16-16 |
| 33 | 6 mai   | @ Royals   |            |                |                |             |           |       |
| 34 | 7 mai   | @ Royals   |            |                |                |             |           |       |
| 35 | 8 mai   | @ Royals   |            |                |                |             |           |       |
| 36 | 9 mai   | @ Rangers  |            |                |                |             |           |       |
| 37 | 10 mai  | @ Rangers  |            |                |                |             |           |       |
| 38 | 11 mai  | @ Rangers  |            |                |                |             |           |       |
| 39 | 13 mai  | White Sox  |            |                |                |             |           |       |
| 40 | 14 mai  | White Sox  |            |                |                |             |           |       |
| 41 | 15 mai  | White Sox  |            |                |                |             |           |       |
| 42 | 16 mai  | Angels     |            |                |                |             |           |       |
| 43 | 17 mai  | Angels     |            |                |                |             |           |       |
| 44 | 18 mai  | Twins      |            |                |                |             |           |       |
| 45 | 19 mai  | Twins      |            |                |                |             |           |       |
| 46 | 20 mai  | @ Giants   |            |                |                |             |           |       |
| 47 | 21 mai  | @ Giants   |            |                |                |             |           |       |
| 48 | 22 mai  | @ Giants   |            |                |                |             |           |       |
| 49 | 23 mai  | @ Angels   |            |                |                |             |           |       |
| 50 | 24 mai  | @ Angels   |            |                |                |             |           |       |
| 51 | 25 mai  | @ Angels   |            |                |                |             |           |       |
| 52 | 26 mai  | @ Angels   |            |                |                |             |           |       |
| 53 | 27 mai  | Orioles    |            |                |                |             |           |       |
| 54 | 28 mai  | Orioles    |            |                |                |             |           |       |
| 55 | 29 mai  | Orioles    |            |                |                |             |           |       |
| 56 | 30 mai  | Yankees    |            |                |                |             |           |       |
| 57 | 31 mai  | Yankees    |            |                |                |             |           |       |

#### Juillet
Un doubleheader est programmé le 16 juillet à domicile contre les Angels de Los Angeles.

## Statistiques individuelles

### Lanceurs
- Source: « Oakland Athletics Batting Stats »

## Draft
La Draft MLB 2011 se tient du 6 au 8 juin 2011 à Secaucus (New Jersey).

## Affiliations en ligues mineures
| Niveau            | Equipe                   | Ligue                   | Manager          | Vic. | Déf. | Classement |
| ----------------- | ------------------------ | ----------------------- | ---------------- | ---- | ---- | ---------- |
| AAA               | Sacramento River Cats    | Pacific Coast League    | Darren Bush      |      |      |            |
| AA                | Midland RockHounds       | Texas League            | Steve Scarsone   |      |      |            |
| Advanced A        | Stockton Ports           | California League       | Webster Garrison |      |      |            |
| A                 | Burlington Bees          | Midwest League          | Aaron Nieckula   |      |      |            |
| A (saison courte) | Vermont Lake Monsters    | New York - Penn League  | Rick Magnante    |      |      |            |
| Rookie            | Arizona League Athletics | Arizona League          | Marcus Jensen    |      |      |            |
| Rookie            | DSL Athletics            | Dominican Summer League |                  |      |      |            |